# Simone Simons
Pour les articles homonymes, voir Simons.
Ne pas confondre avec l’actrice française Simone Simon.
Simone Simons, née le 17 janvier 1985 à Hoensbroek, est une mezzo-soprano néerlandaise et la vocaliste principale du groupe de metal symphonique Epica.

## Biographie
Simone a toujours eu un intérêt particulier pour la musique, depuis l'âge de 10 ans elle prend des cours de flûte, ainsi que plus tard des cours de chant pop/jazz, et après avoir écouté l'album de Nightwish Oceanborn à l'âge de quatorze ans, elle a commencé à prendre des leçons de chant. Simone, dans son chant, s'est d'abord inspirée de Tarja Turunen, ex-vocaliste soprano de Nightwish, mais aussi de Cristina Scabbia, de son groupe fétiche Lacuna Coil.
En 2002, elle intègre le groupe Epica. Elle a eu une relation amoureuse avec le guitariste d'Epica, Mark Jansen, et écrit la plupart des paroles des chansons du groupe.[réf. nécessaire]
Simone Simons a fait un duo avec Kamelot (dont le claviériste Oliver Palotai est son compagnon) pour la chanson The Haunting de l'album The Black Halo ainsi qu'un duo avec Primal Fear Everytime It Rains. On peut aussi l'entendre dans Blücher et Mourning Star, chansons de Kamelot tirées de l'album Ghost Opera ainsi que dans House on a Hill, de leur album Poetry for the Poisoned. Simone a aussi participé à l'album 01011001 d'Ayreon qui est sorti tôt au début de l'année 2008 ainsi qu'à l'album The Source sorti en 2017.
En 2008, elle a également participé à l'opéra-rock Equilibrio avec le groupe Xystus.
Le 24 avril 2013, Epica annonce que leur chanteuse est enceinte du musicien allemand Oliver Palotai (Kamelot, Sons of Seasons). Le 2 octobre 2013, elle met au monde un garçon prénommé Vincent.